# Hypancistrus
Hypancistrus (лат.) — род лучепёрых рыб из семейства кольчужных сомов, обитающий в Южной Америке. Научное название происходит от слов греч. hypo — «под», и agkistron — «крюк».

## Описание
Общая длина представителей этого рода колеблется от 3 до 100 см. Всё тело покрыто костными пластинками, напоминающими щитки. Они отсутствуют лишь на брюхе. Самцы отличаются от самок более стройной осанкой, наличием больших одонтодов (кожаных зубчиков) по бокам головы, на жаберных крышках и на первых лучах грудных плавников. Голова широкая, уплощённая сверху, сужается на кончике рыла. Глаза довольно большие. Количество нижнечелюстных зубов меньше верхнечелюстных. Есть 2 пары небольших усов. Туловище коренастое или вытянутое, уплощённое снизу. Спинной плавник умеренно длинный с сильным шипом. Жировой плавник небольшой. Грудные плавники широкие. В грудной части есть клеящий аппарат, позволяющий рыбам присасываться к камням или другим предметам дна. Спинной, брюшные и грудные плавники крупные. Анальный плавник маленький, хвостовой плавник удлинённый.
Окраска колеблется от серо-зелёной до чёрной. По телу часто разбросаны светлые контрастные пятна или полосы (отличаются по размерам у каждого из видов), в первую очередь белого, жёлтого или оранжевого цветов. Иногда пятна чередуются с короткими чёрточками. Глаза имеют голубой оттенок, вокруг которых чёткая окантовка.

## Образ жизни
Это донные рыбы. Предпочитают жить в тёплых, хорошо насыщенных кислородом водоёмах с быстрым течением. Встречаются на скалистых участках. Днём прячутся в различных укрытиях (камни, коряги, пещеры). Активны в сумерках и ночью. Питаются беспозвоночными, водорослями, детритом, семенами, изредка мелкой рыбой. Молодь употребляет исключительно растительную пищу.

## Размножение
Половая зрелость наступает в 2—3 года. Икра откладывается в специально подготовленно место среди камней или коряг, часто в пещерах.

## Распространение
Распространены в реках бассейна Амазонки, Ориноко, Рио-Негро. Также, встречаются в реках Гайаны.

## Содержание в аквариуме
Подходит не очень высокий аквариум — 35—40 см — с большой площадью дна от 120—150 литров. На дно насыпают мелкий и крупный песок. Сверху укладывают большие и средние камни неправильной формы. Желательно, чтобы на камнях росли низшие водоросли. Располагать камни нужно так, чтобы между ними образовывались щели, в которые могут протиснуться сомы. Растения не нужны. Можно поместить в аквариум небольшую корягу.
Это мирные рыбы. Содержат группой от 3—5 особей. Соседями могут быть любые мелкие мирные рыбы, но лучше содержать сомов в отдельном аквариуме. Кормят живым кормом и заменителями. Хорошо едят свежие овощи и таблетки для растительноядных сомов. Из технических средств потребуется мощный внутренний фильтр или помпа, компрессор. Температура содержания должна составлять 22-27 °C.

## Классификация
На апрель 2018 года род включает 8 видов:
- Hypancistrus contradens Armbruster, Lujan & Taphorn 2007
- Hypancistrus debilittera Armbruster, Lujan & Taphorn 2007
- Hypancistrus furunculus Armbruster, Lujan & Taphorn 2007
- Hypancistrus inspector Armbruster 2002
- Hypancistrus lunaorum Armbruster, Lujan & Taphorn 2007
- Hypancistrus margaritatus Tan & Armbruster, 2016
- Hypancistrus phantasma Tan & Armbruster, 2016
- Hypancistrus zebra Isbrücker & Nijssen, 1991